# 近蜥龍類
近蜥龍類（学名：Anchisauria）是蜥腳形亞目的一個演化支，生存於三疊紀晚期到白垩纪晚期。近蜥龍類是由古生物學家彼得·加爾東（Peter M. Galton）與保羅·阿普徹奇（Paul Upchurch）在書籍《The Dinosauria》的第二版提出。加爾東與阿普徹奇將近蜥龍属與黑丘龍科歸類於近蜥龍類，近蜥龍與黑丘龍是其中最著名的屬。而更常見的原蜥腳類恐龍如板龍、大椎龍，被列入其姐妹演化支板龍類。
但是，2010年的證據指出近蜥龍較類似早期蜥腳下目恐龍，而離原蜥腳下目的關係較遠。根據這個研究，近蜥龍類將包含蜥腳下目。在2007年，亞當·耶茨（Adam Yates）將近蜥龍、雲南龍歸類於近蜥龍類。